# 银屿仔
银屿仔位于南中国海西沙群岛永乐群岛东北部，银屿东南约600米，面积2000平方米，海拔2米，与银屿同在一个礁盘上。岛上堆满珊瑚碎屑，无植被，有海鸟栖息。1983年中华人民共和国中国地名委员会公布的标准名称为“银屿仔”。
银屿仔现由中华人民共和国政府实际控制，行政上划归海南省三沙市管辖。越南政府亦声称拥有其主权。